# Симптом малинового желе
Симптом малинового желе (англ. raspberry jelly stool; raspberry jellies symptom, також випорожнення по типу «малинового желе») — умовно-патогномонічний симптом кишкового амебіазу. Під час діареї, притаманній гострому чи загостренню хронічного кишкового амебіазу, внаслідок утворення виразок у товстій кишці відбувається підвищене утворення слизу та через пошкодження кровоносних судин у ділянці виразок  — потрапляння крові у просвіт кишки. Слиз та кров часто інтенсивно перемішуються, утворюючи склоподібну рідину, яка за зовнішнім виглядом і консистенцією нагадує малинове желе. При мікроскопії такі випорожнення містять еритроцити, як свіжі, так і вилужені, слиз, невелику кількість лейкоцитів (значно меншу, ніж це буває, наприклад при шигельозі, коли випорожнення мізерні й не мають такої консистенції). Також там можна знайти збудника хвороби Entamoeba histolytica в стадії еритрофага (великий вегетативний трофозоїт), що однозначно підтверджує наявність амебіазу.